# La màquina del temps (pel·lícula de 2001)
La màquina del temps  (títol original: The Time Machine) és una pel·lícula estatunidenca dirigida per Simon Wells, estrenada l'any 2002 i tirat de la novel·la d'H. G. Wells. Ha estat doblada al català.

## Argument
Nova York, 1899. Alexander Hartdegen, brillant professor a la Universitat de Colúmbia està obsessionat amb el viatge a través del temps. Creu que és teòricament possible i, a les seves classes a la universitat, entra de vegades en conflicte amb altres professors pel seu pensament lliure. Manté una correspondència sobre l'assumpte amb el mateix Albert Einstein, un empleat de l'època a l'oficina de diplomes a Europa.
Una nit, Alexander es dirigeix cap al parc on la seva promesa Emma l'espera i, de camí, se sorprèn davant d'un nou invent: un cotxe que funciona gràcies a un motor, no amb cavalls. A més, s'adona que el conductor no ha posat frens, ho fa per evitar un accident. Per això, oblida de comprar un ram de flors que hi havia promès a Emma. Acaba per trobar Emma, la parella fa un passeig i Alexander li demana la mà, oferint-li un anell de pedra lunar a Central Park. Però la demanda en matrimoni és interrompuda per un lladre que surt d'uns arbustos increpant la parella a continuació traient una pistola, roba la cartera, els guants i un rellotge de butxaca a Alexander. Però quan el lladre prova de robar l'anell de prometatge del dit d'Emma, comença una lluita entre els tres protagonistes i un tret toca la jove. El lladre s'escapoleix i Emma mor ràpidament als braços del seu promès.
Destrossat, Alexander, reclòs al seu laboratori i obstinat a voler canviar les coses, construeix durant els quatre anys següents una màquina per explorar el temps; provant així de trobar la manera de viatjar al passat per salvar la seva promesa. Finalment, Alexander torna quatre anys cap enrere fins a la nit on Emma va morir. Trobant-la, evita fer un passeig al parc. Com que ha oblidat de comprar el ram de flors que va prometre, van junts a comprar-lo. Però mentre és a la botiga, observa aquest cotxe motoritzat que l'havia sorprès tant que avança sense conductor i sense frens, fa por a un cavall que tira una calessa. Aquesta calessa tira a terra Emma que mor sota els ulls d'Alexander. S'adona llavors que si impedeix Emma de morir d'una manera, una altra arribarà amb certesa, i que, faci el que faci, morirà…

## Repartiment
- Guy Pearce: el professor Alexander Hartdegen
- Samantha Mumba: Mara
- Jeremy Irons: Über-Morlock
- Orlando Jones: Vox
- Omero Mumba: Kalen
- Mark Addy: David Philby
- Sienna Guillory: Emma
- Phyllida Law: madame Watchett
- Max Baker: el lladre
- Doug Jones: un espia Morlock
- Alan Young: el florista

## Producció
L'any 1999, Steven Spielberg anuncia que realitzarà una segona adaptació de la novel·la La Màquina per explorar el temps d'H. G. Wells. La família de Simon Wells es va alegrar de veure'l participar en l'aventura, malgrat que no tenen drets sobre el film, ja que aquests han estat venuts quaranta anys abans endavant. El director sap que Spielberg no realitzarà finalment el film i troba Jeffrey Katzenberg per demanar-li si pot ocupar aquesta plaça.